# 13. вечити дерби у фудбалу
13. вечити дерби је фудбалска утакмица која је одиграна на стадиону Централни дом Југословенске Армије у Београду 6. децембра 1953. године, између Партизана и Црвене звезде. Ова утакмица је одиграна у оквиру тринаестог кола Прве савезне лиге у сезони 1953/54. Партизан је у овај меч ушао као фаворит јер је пре ове утакмице направио серију од 9 узастопних победа са чак 42 постигнута гола.
Иако се утакмица играла на стадиону ЈНА, Партизан је био гост. Црвена звезда је играла у Хумској, јер је њен стадион био у изградњи.
Утакмица је остала записана у историји као најубедљивија победа неког тима у вечитим дербијима. Након ове утакмице Партизан је добио надимак „Парни ваљак“.

## Детаљи меча
| Црвена звезда | 1 : 7 | Партизан                                                       |
| ------------- | ----- | -------------------------------------------------------------- |
| Томашевић 12’ |       | Зебец 40’ 65’ · Херцег 46’ 66’ · Михајловић 45’ 50’ · Бобек 5’ |

| Црвена звезда | Партизан |

| Црвена звезда: |                  |
|                |                  |
| Г              | Петар Кривокућа  |
| О              | Миљан Зековић    |
| О              | Синиша Златковић |
| О              | Бранко Станковић |
| О              | Љубиша Спајић    |
| В              | Јован Цокић      |
| В              | Веселинов        |
| В              | Коста Томашевић  |
| Н              | Антун Рудински   |
| Н              | Рајко Митић      |
| Н              | Бора Костић      |
| Тренер:        |                  |
| Бошко Ралић    |                  |

| Партизан:     |                     |
|               |                     |
| Г             | Славко Стојановић   |
| О             | Чедомир Лазаревић   |
| О             | Ратко Чолић         |
| О             | Златко Чајковски    |
| О             | Миодраг Јовановић   |
| В             | Антун Херцег        |
| В             | Божидар Пајевић     |
| В             | Првослав Михајловић |
| Н             | Милош Милутиновић   |
| Н             | Стјепан Бобек       |
| Н             | Бранко Зебец        |
| Тренер:       |                     |
| Милован Ћирић |                     |